# Nördlinger Hütte
Die Nördlinger Hütte ist eine Schutzhütte der Sektion Nördlingen des Deutschen Alpenvereins in 2238 m ü. A. südlich unterhalb der Reither Spitze in Tirol (Österreich). Damit handelt es sich um die höchstgelegene Schutzhütte im gesamten Karwendel. Sie befindet sich im westlichsten Teil des Karwendels, der Erlspitzgruppe, oberhalb von Seefeld. Von der Hütte bietet sich ein weitläufiger Blick auf die Stubaier Alpen, das Inntal und das Wettersteingebirge.

## Geschichte
Die Nördlinger Hütte wurde im Jahre 1898 durch Mauermeister Andrä Höss aus Vill erbaut und am 16. August 1898 feierlich eröffnet.

## Nutzung
Wegen der Lage und den vielen Tourenmöglichkeiten ist die Hütte für Bergsteiger ein beliebter Stützpunkt bei mehrtägigen Touren, beispielsweise mehrtägigen Karwendeldurchquerungen, aber auch verschiedenen Gipfelbesteigungen. Sie wird auch als Ausflugsziel von Tagesgästen genutzt, diese gelangen über die Bergstation der Härmelekopfseilbahn zur Hütte. Vorrangig ist die Hütte jedoch ein wichtiger Stützpunkt für Gipfelbesteigungen, Hüttentreks und vereinzelt Klettertouren. Wegen der hohen Lawinengefahr in der Umgebung bietet sie sich nicht für Skitouren an, sie bietet keinen Winterraum und bleibt im Winter geschlossen.

## Zugänge
- Von Seefeld (1180 m ü. A.) über die Reither Jochalm (1505 m ü. A.), leicht, Gehzeit: 3 Stunden.
- Von Reith bei Seefeld (1130 m ü. A.) über bezeichneten Steig, leicht, Gehzeit: 3 Stunden.
- Ab Bergstation der Härmelekopf-Seilbahn über den Höhenweg, mittel, Gehzeit: 1 Stunde.
- Ab Bergstation der Rosshüttenbahn über die Reither Spitze, nur für Geübte, Gehzeit: 2,5 Stunden.
- Von Gießenbach über die Eppzirler Alm und den Ursprungsattel, schwer, Gehzeit: 6 Stunden.

## Übergänge
- Zum Solsteinhaus über Ursprungsattel und Freiungen-Höhenweg, schwer, Gehzeit: 3½ Stunden.
- Zur Eppzirler Alm über den Ursprungsattel, anspruchsvoll, Gehzeit: 2 Stunden.
- Zur Neuen Magdeburger Hütte über das Solsteinhaus, anspruchsvoll, Gehzeit: 4½ Stunden.

## Gipfelbesteigungen
- Reither Spitze (2374 m ü. A.) über die Südflanke, leichter Hüttengipfel, Gehzeit: 30 Minuten.
- Seefelder Spitze (2221 m ü. A.) über die Reither Spitze, anspruchsvoll, Gehzeit: 1½ Stunden.
- Freiungen (2332 m ü. A.), anspruchsvoll, Gehzeit: 1½ Stunden.
- Kuhljochspitze (2297 m ü. A.) über den Freiungen-Höhenweg, anspruchsvoll, Gehzeit: 2½ Stunden.